# Роик, Вера Сергеевна
Ве́ра Серге́евна Ро́ик (12 [25] апреля 1911, Лубны, Полтавская губерния — 3 октября 2010, Симферополь) — вышивальщица, основатель школы украинской народной вышивки в Крыму; Герой Украины (2006). Заслуженный мастер народного творчества Украинской ССР (1967).

## Биография
Родилась 12 (25) апреля 1911 года в г. Лубны (ныне Полтавской области). Украинка.

### Семья
- Мать — Сосюрко (Яворская) Лидия Эразмовна, художник-график.
- Отец — Сосюрко Сергей Онуфриевич, железнодорожный служащий.
- Дети — сын Вадим Михайлович Роик (1938—2020)[2].

### Деятельность
Закончила годичные курсы вышивки, кроя и шитья художественного учебного комбината г. Москвы (1963).
Член Национального союза художников Украины (1988).
Член Национального союза мастеров народного творчества Украины(1995). 
Владела 300 видами техник вышивания народов мира.
Создала крымскую школу вышивания, Музей народных умельцев Крыма.
Работы Веры Сергеевны находятся в почти 44 музеях, проведено 148 персональных выставок.
Учреждена международная премия в области народного искусства им. В. Роик (2006).
В Симферополе жила с 1952 года. Работала преподавателем рукоделия средней женской школы № 1.
Скончалась 3 октября 2010 года. Похоронена в Симферополе на кладбище «Абдал».

## Награды и звания
- Герой Украины с вручением ордена Державы (19 августа 2006) — за выдающийся личный вклад в развитие культуры Украины, утверждение традиций национального декоративно-прикладного искусства, многолетнюю самоотверженную творческую и педагогическую деятельность).
- Награждена орденом княгини Ольги III степени (19 апреля 2001)[3], международным орденом Николая Чудотворца I степени (2003), церковным орденом Святой Варвары-Великомученицы, а также медалями «За доблестный труд» (1970), «Будівничій України», «Богдана Хмельницкого», «225 лет г. Симферополю», «Містецький олімп України» и золотым знаком «Во славу Крыма».
- Лауреат Государственной премии Автономной Республики Крым.
- Заслуженный мастер народного творчества Украинской ССР (1967).
- Заслуженный художник Автономной Республики Крым (1999).
- Почётная грамота Совета министров Автономной Республики Крым (2000)[4].
- Почётная грамота Президиума Верховной Рады Автономной Республики (2001)[5].
- Городская премия имени В. Г. Короленко (2003, Полтава).
- Почётная грамота Кабинета Министров Украины (23 июня 2004) — за весомый личный вклад в развитие культуры и искусства и высокий профессионализм[6].
- Почётный гражданин: города Кобеляки, города Лубны Полтавской области, города Симферополя.

## Память
Именем Веры Роик названы:
- переулок в Полтаве
- улица в селе Войниха Лубенского района (Полтавская обл.)
- улица и площадь в Симферополе[7][8]
- школа № 7 в городе Лубны (Полтавская обл.) (в школе также есть музей ее имени)

Установлены мемориальные доски:
- в Симферополе — на доме, где жила В. Роик и на здании Гимназии № 9
- в городе Кобеляки (Полтавская обл.) — на здании музея литературы и искусств
- в городе Лубны (Полтавская обл.) — на доме, где жила семья Веры Роик.

В искусстве:
- Картина «Вера Роик с ученицами» (худ. М. Г. Васильева, Ю. П. Фастенко)[9][10]
- Ежегодная Республиканская биеннале восточнославянской народной вышивки «Узор на полотне» имени Веры Роик (с 2016)[11]